# Ulinella
Ulinella is een geslacht van vlinders van de familie tandvlinders (Notodontidae), uit de onderfamilie Notodontinae.

## Soorten
- U. corticicolor (Aurivillius, 1904)
- U. cotytto Kiriakoff, 1954
- U. royi Kiriakoff, 1963
- U. xylostola (Hampson, 1910)